# ユニバーシティ・オブ・ザ・ピープル
ユニバーシティ・オブ・ザ・ピープル（University of the People、略称: UoPeople、ユーオーピープル、（日本語略: 人民大学（米）、ピープル大学）、本部: アメリカ合衆国カリフォルニア州 パサデナ）は、地球上のあらゆる貧困地域、遠隔地域と高等教育機会をつなぎ、高等教育の普及による世界のよりよいコミュニティ生成を目指すことを理念とした、米国の501(c)(3)非営利の高等教育機関である。学長は、ユダヤ系イスラエル人の起業家であるシャイ・レシェフ。アメリカ合衆国教育省（U.S.DoED), 西部地域 学校・大学協会( Western Association of Schools and Colleges 略称: WASC)、大学単位認定審議会（CHEA), 遠距離教育単位認定委員会（DEAC）及びカリフォルニア私立高等教育局（BPPE）に認定されている。

## 沿革
ユニバーシティ・オブ・ザ・ピープル (ピープル大学、人民大学 (米)。以下UoPeopleと称す) は2009年1月に教育分野の事業家シャイ・レシェフ(Shai Reshef)によって創始された。
- 2009年5月19日、本大学は国連にて告知される。
- 2009年9月   　世界49カ国からの177人の生徒からなる創設クラスから学習がスタートした。
- 2009年9月　 　イェール大学法科大学院情報社会事業部がオンライン教育拡張のためにUoPeopleとの研究提携を結ぶ。
- 2010年8月、 　クリントン・グローバル・イニシアティブにて紹介される。
- 2010年11月、　クリントン・グローバル・イニシアティブにて同大学はハイチの250名の教育に適した若者へ無償でオンライン教育を施すことを約束。
- 2011年　　　　ビル&メリンダ・ゲイツ財団がUoPeopleに参画し50万ドルを寄付。認定校になるために支援。
- 2011年6月 　 ニューヨーク大学と提携。UoPeopleの学生に世界でも屈指のニューヨーク大学アブダビ校への入学資格が認められる。
- 2011年6月　　 ヒューレット・パッカード社と提携。HP社はUoPeopleの女子学生の経済支援やメンター支援を約束すると同時にバーチャル研究奨学生制度を設立、HP生涯オンライン学習へのアクセス開始、ハイチの学習センターにコンピュータを寄贈、

　　　　　　　　　 また、UoPeopleが認可を取得するために全般的に支援した。　
- 2013年8月　  マイクロソフト・フォー・アフリカがアフリカ人学生への奨学生制度を開始しマイクロソフト製品や情報へのアクセスを可能にする。
- 2014年2月  　UoPeopleは遠距離教育単位認定委員会から認定を受ける。
- 2014年4月　　大学より初の卒業生グループが、ヨルダン、ナイジェリア、シリア、アメリカ合衆国の4つの異なる国から生まれた。
- 2014年11月 　大学は国際連合難民高等弁務官事務所との提携を発表し、世界中の難民と亡命希望者に高等教育を与えるとした。
- 2016年3月 　 MBA課程および健康科学課程をスタートした。
- 2016年4月 　 カリフォルニア大学バークレー校とパートナー提携
- 2016年    　 UoPeopleは200カ国から5000人を超える学生を受け入れた。
- 2025年2月　　西部地域 学校・大学協会( Western Association of Schools and Colleges 略称: WASC)からRegional Accreditationの認定を受けた。

## 組織と運営
大学は諮問委員会及び評議員会により導かれる。UoPeopleは世界中よりトップクラスの学術界のサポートを諮問委員会に迎えている。
諮問委員長は前ニューヨーク大学長John Sextonが務め、委員はカリフォルニア大学バークレー校総長Nicholas Dirks、
インド工科大学(IIT)校長Devang Khakhar教授、オックスフォード大学副総長Colin Lucas卿、ロードアイランド・スクール・オブ・デザイン名誉学長Roger Mandle、バーナード・カレッジ名誉学長Judith R Shapiro、ジョージ・ワシントン大学名誉学長Stephen Joel Trachtenberg、ボストン大学総長Robert Brown、コロンビア大学名誉学長George Erik Rupp、パリアカデミー名誉教授Mich'ele Gendreau-Massaloux、ヴァッサー大学名誉理事Catherine Hill、デューク大学名誉理事Richard H.Broadhead、インド工科大学理事教授Davang Khakhar、Indira Ghndhi名誉副学長Abdul Waheed Khan、セント・ジョセフ大学名誉学長Pamela Trotman Reid、ロックフェラー大学名誉理事トルステン・ウィーセルといった面々からなる。
評議員会はGoldfarb Seligman& Coの顧問弁護士Ashok J Chandraskharが委員長を務める。評議員会のメンバーはユタ州最高裁名誉司法官Christine M.Durham、ホフストラ大学法学教授Daniel J.H.Greenwood、フルブライト奨学基金前理事Tom Healy、財政学教授およびINSEAD前学部長Gabriel Hawawini博士、Sinocareグループ会長John Porterand、ユニバーシティ・オブ・ザ・ピープル学長Shai Reshefから構成される。 
特色常勤教員、退職後の教授、修士以上の学生、専門講師、IT企業の経営者や社員などの非常勤教員によりカリキュラム作成と評価が行われ、学生はオンライン・コミュニティで教材、議論の共有、質問、論文の提出を行う。いずれも査読が行われる。各クラスは通常世界各国からの20名から30名の生徒からなる。MOOCs同様、コンピュータネットワーク技術の進歩により実現可能となった教育形態だが、UoPeopleは上述の設立理念によりブロードバンドや筆記用具の調達に困難を伴う生徒の環境を考慮し、オープン教材を利用することで教科書代の負担を無くし、すべてオンライン上の文章のみで完結させる授業を目指しているという点で異なる。

## 特色
主な具体的授業は、生徒は週ごとにpdfファイルやホームページの一部を課題テキストとして提示され、その内容を数日程度の期限までオンライン掲示板で議論し合ったり、課題テキストについての意見を論述した宿題を提出し内容を生徒同士で査読し合う。講師は一般的な大学とは異なり生の講義は行わず、課題についての疑問へのメール回答を行ったり、提出された宿題の査読、単元ごとの小テスト実施、加えて掲示板での各生徒の積極性や生徒同士で行った宿題査読の精確さを評価する。また、毎回の提出課題には、引用文献が求められる。

## 学位課程
- UoPeople（ユーオーピープル）では以下の8つの学位を授与する。
- 短期大学士課程
  - 経営学短期大学士
  - 計算機科学短期大学士
  - 保健学短期大学士
- 学士課程
  - 経営学学士
  - 計算機科学学士
  - 保健学学士
- 修士課程
  - MBA （日本の経営学修士ではなく、あえて訳すならば、経営管理学修士）
  - 教育学修士（M.Ed）
  - 情報技術修士 (MSIT)
- （Associate degree アソシエイト・ディグリー　短期大学士号）、（Bachelor's degree　バチェラー・ディグリー　学士号）、（Master's degree マスター・ディグリー　修士号）の学位が授与される。

入学には18歳以上かつ高校を卒業していることが求められ、高等学校の卒業証明書が入学審査時に必要となる。また、入学の見込みがある学生は、基礎コース (ファウンデーション・コース)を受講できるようになる。UoPeopleが定めた最低GPAを上回り、尚且つ基礎コースの最終試験に合格した学生は、正式に学位コースの授業を受けられる仕組みとなっている。基礎コースは、基礎学力と適性を測るものであり、実質的に従来キャンパスでいう「大学入試」の代わりを果たしている。UoPeopleに入学を希望するすべての学生は、基礎コースの修了と最終試験に合格することが必須条件となっている。基礎コースではディスカッションや小テストに加え、課題の論文執筆などがある。
証書が英語で書かれていない場合は、英語に翻訳された公式の卒業証明書も併せて大学に提出する必要がある。授業は全て英語で行われるので、入学審査通過のため非英語圏からの出願者は英語能力資格の証明の提出が可能。TOEFLのiBTスコアでは61以上、IELTSは6.0、PTEアカデミックでは44、英検は準1級等が目安とされている。大学院入学条件では、英語運用能力に関して、iBTスコア71以上、IELTS6.5以上、英検準一級がミニマムである。

また、コンピューター科学課程の入学審査では、高校卒業程度の数学能力、若しくは数学やコンピュータに関連した実務経験を証明する書類の提出も求められる。
上記の能力が不足している場合は、本科の授業が履修できるようになるまで、聴講生（＝special non-degree student）として入学し、特定の英語や数学に関する授業から受け始めることが可能。

## 学費
運営費に充てられる最低限の費用が設定されている。
- 授業料：$0（無料）
- 入学手数料：$60
- 査定料（試験料）：$120〜＄240

入学時に手数料60ドルを一度だけ支払う必要があり、また、学部課程ごとの査定料（試験料）として120ドルを支払う必要がある(大学院コースごとに240ドル）。それ以外の学費は一切かからない。（Associate degree アソシエイト・ディグリー）短期大学士課程においては卒業までにかかる費用は総額2,460ドル、（Bachelor's degree　バチェラー・ディグリー）学士課程においては総額4,860ドル、（Master's degree マスター・ディグリー） MBA課程においては総額2,940ドル、M.Ed課程（教育学修士）においては総額3,180ドルとなる。
支払い方法は個人のPayPal（ペイパル）アカウントを使用できる、ほか、クレジットカードおよびデビットカード（VISACard.MasterCard.DiscoverCard.AmerianExpressCard）を使用できる、その他、（Western Union.Western Union Global Pay.Cashier'sChecks.MoneyGram）などによる支払いを行うことができる。

## 奨学金
支払いの困難な生徒は奨学金制度を利用することがある。しかしながら、MBAなどの大学院では、奨学金が出ない。

## パートナー
- カリフォルニア大学バークレー校

UoPeopleはカリフォルニア大バークレー校と2016年3月に新たに提携関係を結び、短期大学士課程の優秀な卒業生は希望すればバークレー校に移籍して学士課程を修了する事が可能である。
- イェール大学法科大学院情報社会事業部（YSL ISP）

UoPeopleとイエール大学ISPは2009年にデジタル教育共同研究を発表した。同大学
ISP主事、合衆国憲法のKnights教授であるJack Balkinが UoPeopleの学術顧問を務める。
- ニューヨーク大学

2011年6月に ニューヨーク大学はUoPeopleとの提携合意により、同大学の学生をニューヨーク大学アブダビ校に迎えるとの声明を発表した。UoPeopleの学生の多くは経済的に
不利な立場にある生徒が多く、同校に入学させるに相応しい優秀な生徒は経済的な援助対象にもなりそれ相当の経済的支援も受ける。 UoPeopleの理事会委員長のJohn SextonとUoPeopleの3名の総長の面々もNYU出身である。
- Microsoft4Afrika

Microsoft4Afrika奨学金制度により、マイクロソフト社はアフリカの生徒がUoPeopleで学習することを援助すると約束した。奨学金を受けた生徒はマイクロソフト社による実務訓練や社員によるメンター制度、インターン制度またはマイクロソフトやアフリカでの関連企業での就業の機会といった、さらなる追加支援プログラムにより、技術と経験を積み上げることができる。
- ヒューレット・パッカード社（HP）

UoPeopleとヒューレットパッカード社は2011年6月にパートナー声明の中で、
教育機関と非政府組織の世界的なコンソーシアムネットワークを促進していくHP社のイニシアチブの一環としてUoPeopleの学生とバーチャル研究インターン制度を開設すると表明した。
さらに、ヒューレットパッカード社はUoPeopleの女子学生奨学金基金への初めの協賛企業として短期大学士の学位取得に向けて100名の女子学生に20万ドルの寄付を行う。
- 国際連合　Global Alliance for ICT and Development(GAID)

国連経済社会局の下、GAIDは2006年に国連総長コフィー・アナンにより、ミレニアム開発目標を含む 国際的に認められた開発の目標が同意の期限内に達成するためにICTは 有効的に統合されていかないといけない、との認識の元に承認を受けた。2009年5月19日にUN-GAIDはニューコークの記者会見でUoPeopleの発足を発表し、その学長であるShai Reshefは国連GAIDの顧問に任命された。
- クリントン・グローバル・イニシアティブ

クリントン・グローバル・イニシアティブは UoPeopleによるハイチにおける高等教育民主化の
誓約を推進する。2010年8月にUoPeopleはクリントン・グローバル・イニシアティブ（CGI）のメンバーになるべく推薦され、その際にハイチでの活動を発表した。ハイチでの250人の相応しい若者がUoPeopleに無料で就学できるように計い、国の再建に必要な教育と技術へのアクセスを与えるものである。この取り組みは2014年5月に完了した。
- オープンコースウェア・コンソーシアム

オープンコースウェアとはコースとしてまとめ上げられた高度な教育教材の公開デジタル出版物である。オープンコースウェア・コンソーシアム（OCWC）は全世界200以上の高等教育機関と関連機関のコラボレーションによる広く深い内容の教育内容を共通のモデルに仕立てたものである。OCWCの一員としてUoPeopleは今日のインターネットによる教育システムを推し進める決意を強固にする。
- Asal Technologies

UoPeopleは 2012年3月7日発表のAsal Technologiesとの技術提携を機にIT部門をRamallahに移した。この動きの主因として、教育の機会のみならず必要とする地域に就職の機会を与えるという同校の意向がある。パレスチンはそういった地域の一つである。センター開設以来、大学の
学生サービス課やファイナンシャルサポート課の機能の一部をRamallahの地に移転した。UoPeopleではさらなる雇用の創出のために事務方の作業を大幅に移管することも検討している。
- Saylor財団

Saylor財団は高等教育を無償にし、万人にインターネットを通じてアクセスを許すというミッションを持ったNGOである。2012年4月10日にUoPeopleと提携を結び、財団の商法のコースをUoPeopleの学生用に対応させた。
- Ashoka

Ashokaは70カ国にまたがり3,000人以上の同胞を有する起業家の世界最大のネットワークで、グローバル規模で体制を変えるような発想を実行していく。その革新的な事業の功績を
認めUoPeopleの学長Shai Reshefは2009年12月にアショカ会員に抜擢される。会員は世界の2,000名の仲間のネットワークにアクセス、といったようなプロフェッショナル支援を得ることができる。

## アワード
2013年にISIC(International Student Identity Card) アソシエーション及びマスターカードワールドワイドより、その「教育アクセスの革新的な取り組み」に対して2013 ISIC アワード授与。
2015年UoPeopleの学長Shai ReshefはSalt Magazineの「心の優しい実業家・世界第８位」
に選ばれる。
2016年革新的社会事業に対するモナコ王国プリンス賞がUoPeople学長のShai Reshefに授与された。2023年 学長のShai Reshefに世界最高の教育賞と呼ばれるイーデン賞(Yidan Prize)が授与された。